# Pedilochilus
Pedilochilus es un género que tiene asignadas unas 15 especies de orquídeas,  pertenecientes a la subfamilia Epidendroideae dentro de la  familia (Orchidaceae). Es nativo de Nueva Guinea.

## Especies seleccionadas
| - Pedilochilus alpinum - Pedilochilus flavum - Pedilochilus hermonii - Pedilochilus longipes - Pedilochilus papuanum - Pedilochilus subalpinum - Pedilochilus terrestris |